# 克利奥·弗吉尼亚·安德鲁斯
克利奥·弗吉尼亚·安德鲁斯（Cleo Virginia Andrews，1923年6月6日—1986年12月19日）是一位美国小說家。她的作品被翻譯成多種語言。她曾在作品中對兄妹的乱伦故事有所描述。她最終因乳腺癌去世。 